# Loweporus
Loweporus là một chi nấm thuộc họ Polyporaceae.